# Dan Fagin

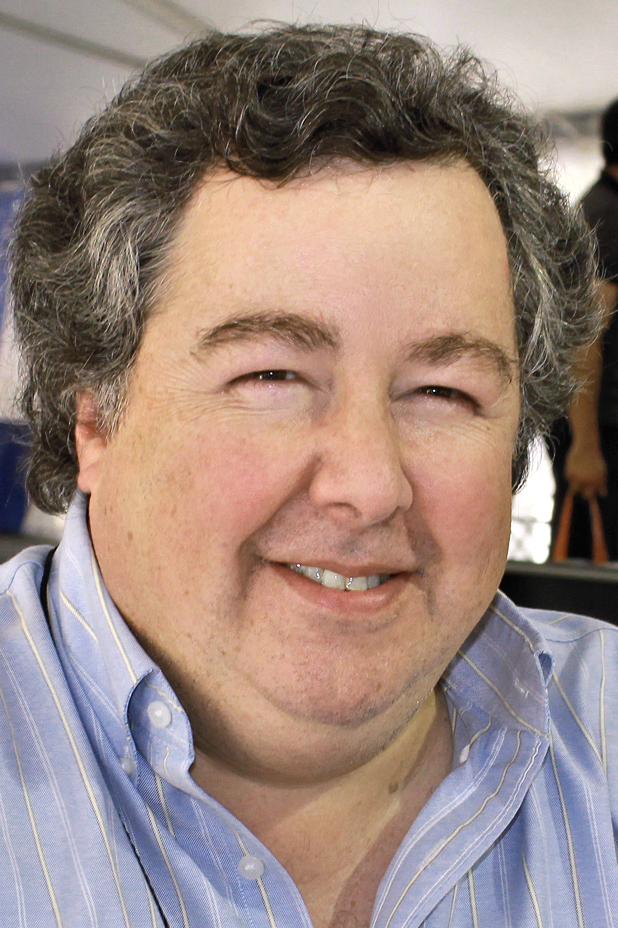
Dan Fagin

Dan Fagin (* 1. Februar 1963 in Oklahoma City) ist ein US-amerikanischer Journalist, Schriftsteller und Journalismus-Dozent, der sich überwiegend mit Umwelt- und Gesundheitsthemen befasst. Er wurde 2014 für sein Sachbuch Toms River: A Story of Science and Salvation mit dem Pulitzer-Preis in der Kategorie General Non-Fiction ausgezeichnet.

## Kindheit und Ausbildung
Fagin wuchs in  Oklahoma City auf und schloss dort auch die High School ab. Zu seinen Schulfreunden zählte Blake Bailey, der in ähnlicher Weise wie Fagin eine schriftstellerische Karriere einschlug. Fagin studierte anschließend am Dartmouth College, sein Studium schloss er 1985 ab. Während seiner College-Zeit war er Herausgeber des The Dartmouth, der täglich erscheinenden College-Zeitung.  

## Berufliche Laufbahn
Nach seinem Studium arbeitete Fagin 14 Jahre lang für Newsday, wo er überwiegend über Umweltthemen schrieb. Er war Mitglied von zwei Reporter-Teams, die für ihre Artikel für den Pulitzer-Preis nominiert waren. 2003 wurde er für seine Reportagen über Krebs-Epidemiologie mit dem Science Journalism Award ausgezeichnet, der von der  American Association for the Advancement of Science vergeben wird. Für diese Artikel erhielt er außerdem den Science-in-Society Award der National Association of Science Writers.
Seit 2005 unterrichtet Fagin am Arthur L. Carter Journalism Institute, New York University und er ist Leiter des New York University Science, Health and Environmental Reportings. 2014 wurde er für sein Sachbuch Toms River: A Story of Science and Salvation mit dem Pulitzer-Preis in der Kategorie Sachbuch ausgezeichnet. Toms River beschäftigt sich mit einem Umweltskandal in dem Ort Toms River, New Jersey durch chemische Industrie. Die Belastungen begannen in den 1950er Jahren, als sich eine US-amerikanische Tochter des später unter dem Namen Ciba AG operierenden Schweizer Chemie-Konzerns in dem kleinen Ort niederließ. Die Firma produzierte Organische Farbmittel, deren Produktion mit einer besonders hohen Menge an toxischen Abfällen einhergeht. Die Produktion belastete das Grundwasser und Luft mit Chemikalien. Hinzu kam eine nicht sachgerechte Entsorgung von Chemie-Abfällen, die zahlreiche Trinkwasserbrunnen verseuchte. Parallel zu der Schilderung, durch welche Zufälle dieser Umweltskandal auffiel, wie die Einwohner des Ortes Toms River damit umgingen und den Kampf der betroffenen Familien um Entschädigung, geht Fagin auch ausführlich auf die Entwicklung der Epidemiologie ein und wie sie dazu beitrug, den Zusammenhang zwischen chemischer Belastung und Krebserkrankungen zu erkennen.

## Privatleben
Dan Fagin ist mit der Reporterin Alison Frankel verheiratet. Sie haben zwei gemeinsame Kinder.

## Einzelbelege
1. ↑  The 2014 Pulitzer Prize Winners: General Nonfiction. Pulitzer Prize, 14. April 2014, abgerufen am 2. Mai 2014.
2. ↑  Russ Zimmer: Author of 'Toms River' wins Pulitzer. In: APP. 14. April 2014, abgerufen am 2. Mai 2014.
3. 1 2  Raymond Ken:  Oklahoma City native Dan Fagin wins Pulitzer Prize for nonfiction In: The Oklahoman, 20. April 2014. Abgerufen am 2. Mai 2014
4. ↑  2003 AAAS Science Journalism Awards Recipients Named. American Association for the Advancement of Science, 25. November 2003, archiviert vom Original am 28. Dezember 2003; abgerufen am 2. Mai 2014.
5. ↑  Richard L Hill: NASW Awards Laud Critical, Probing Writing. National Association of Science Writers, 2004, archiviert vom Original am 23. September 2006; abgerufen am 2. Mai 2014.
6. ↑  Arthur L. Carter Journalism Institute, New York University
7. ↑  Science, Health and Environmental Reporting Program (Memento des Originals vom 10. September 2010 im Internet Archive)  Info: Der Archivlink wurde automatisch eingesetzt und noch nicht geprüft. Bitte prüfe Original- und Archivlink gemäß Anleitung und entferne dann diesen Hinweis., NYU